# Ping-O-Tronic
Ping-O-Tronic est une console de jeux vidéo produite par Zanussi en 1974 sous la marque Sèleco. C'est la première console produite en Italie.
Elle est fabriquée en plastique orange et blanc avec un emplacement prévu pour les manettes de jeu. Elle est commandée par trois puces 7400. Les trois jeux disponibles sont assez ressemblants les uns des autres : Pong, un jeu de squash et un jeu de rebond de balle contre un mur.
Il existe plusieurs versions de la console, identifiées par les initiales PP-1 à PP-10. Ces versions sont très similaires, il n'y a pas de différence significative pour l'utilisateur final ; ce sont plutôt des améliorations techniques au niveau de la mise en œuvre. La version PP5 au contraire, propose un nouveau port avec lequel on peut connecter un fusil optique qui permet de jouer à un jeu de tir. Cet accessoire est appelé Gun-O-Tronic. À l'époque, c'est une des rares consoles qui permettent de jouer à des jeux de tir, les deux autres étant la Magnavox Odyssey et la Philips Tele-Spiel ES-2201.
Le 21 avril 1975, Zanussi obtient une licence auprès de Sanders Associates qui lui permet d'implémenter le jeu Pong à sa console Ping-O-Tronic.

## Play-O-Tronic

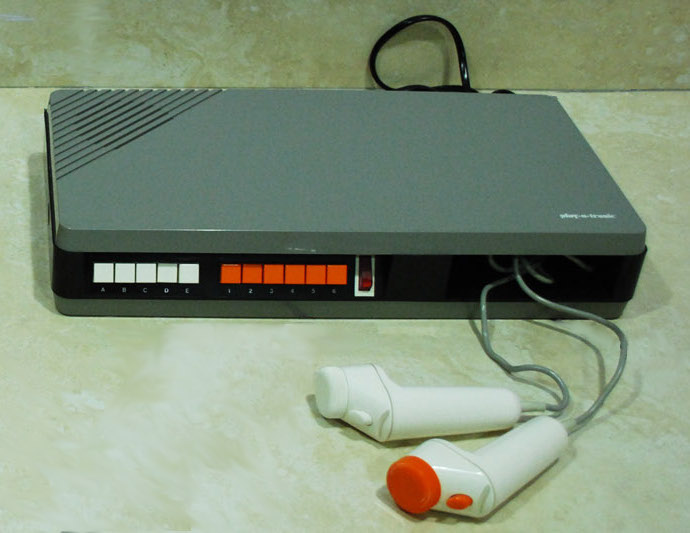
Play-O-Tronic, le modèle qui fait suite au Ping-O-Tronic

En 1974, Zanussi commercialise une nouvelle console Pong-like nommée Play-O-Tronic. Contrairement à la console précédente, produite avec des « composants discrets » à partir d'une seule puce AY-3-8500. Cette nouvelle console permet de choisir entre six matchs en appuyant — sur la façade de la console — sur l'une des six touches orange (numérotée de un à six), les six jeux au choix sont : Fusil 1, Fusil 2, Tennis, Football, Pelote 1 et Pelote 2. Le corps de la console est gris clair sur la partie supérieure et inférieure, tandis que les autres parties sont de couleur noire. Comme la précédente, elle est équipée d'un emplacement pour les deux manettes, qui sont identiques au modèle antérieur, excepté la couleur et l'ajout d'une « roue » disposant d'un bouton.
Pendant les mois d'octobre, novembre et décembre 1977, Zanussi aurait vendu 21 514 Play-O-Tronic pour un montant de 620 408 000 lires Italiennes. Sur ces 620 408 000 lires, 5,5 % sont consacrées à payer la licence Sanders (34 122 440 lires), le coût de chaque console est donc de 28 837 lires.
La Play-O-Tronic a également été vendue en Allemagne par Karstadt-Quelle sous le nom UNIVERSUM TV Multi-Spiel.